# ヴォーアル島
ヴォーアル島（ヴォーアルとう、デンマーク語: Vågø、フェロー語: Vágar）は、フェロー諸島にある18の島のひとつ。主要な島の中では最も西にある。面積はストレイモイ島とエストゥロイ島に次ぐ第3位。ヴァーガル地方にはミキネス島も含まれる。
ヴォーアル島は、フェロー諸島で唯一の空港であるヴォーアル空港の本拠地であるため、フェロー諸島に旅行するほとんどの外国人にとって最初の寄港地である。第二次世界大戦中に、島民の同意を得てフェロー諸島を占領したイギリス人によって飛行場が建設された。現在は年間約29万人が利用する（2016年）。

## 概要

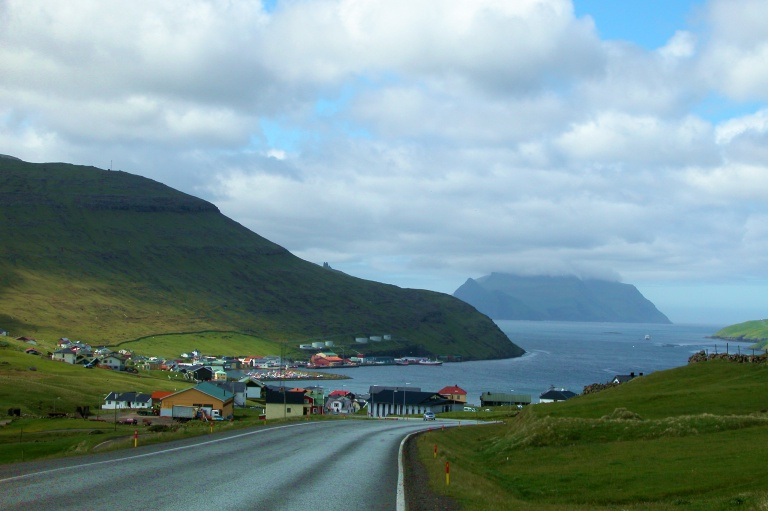
Sørvágurと後方に映っているミキネス島

ヴォーアル島にはMiðvágur、SandavágurとSørvágurの3つの大きな村とGásadalur、BøurとVatnsoyrarの3つの小さな村がある。以前はさらに2つの村があったが、Slættanesは1965年に放棄され、Víkarは1910年に放棄された。
最大の集落はMiðvágurで、1,130人の住民がいる（2020年1月）。島の真ん中にあるため自然に中心になり、医師の手術、協同組合、牧師がいる。
島の北西、西、南西の海岸は、海鳥、特にフルマカモメ（100,000ペア）、ヒメウミツバメ（5000ペア）、ヨーロッパヒメウ（500ペア）、キタオオトウゾクカモメ（20ペア）、ミツユビカモメ（8400ペア）、ニシツノメドリ（40,000ペア）、ウミガラス（2700個体）、ハジロウミバト（400ペア）の繁殖地としての重要性から、バードライフ・インターナショナルによって重要野鳥生息地として特定されている。

## 地理
ヴォーアル島には41の山があり、主な山は次のとおり。
| 名前             | 高さ        |
| ---------------- | ----------- |
| Árnafjall        | 722メートル |
| Eysturtindur     | 715メートル |
| マリンスティンダ | 683         |

### 主要な湖
| 名前          | 範囲        |
| ------------- | ----------- |
| Sørvágsvatn   | 3.43.4 km 2 |
| Fjallavatn    | 1.02 km 2   |
| Vatnsdalsvatn |             |
| Kvilkinnavatn |             |

### 主要な滝
- Bøsdalafossur
- Múlafossur
- Reipsáfossur

- ティントホルムル
- Gáshólmur
- Skerhólmur
- Trøllkonufingur
- Dunnusdrangar
- Filpusardrangur

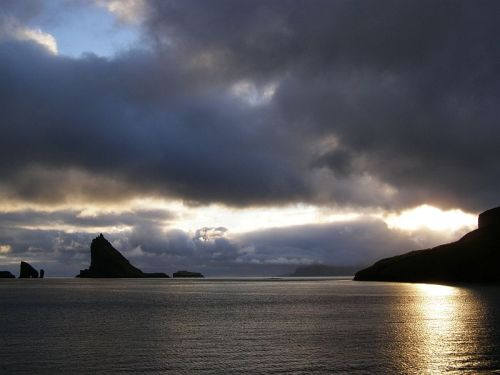
Drangarnir、Tindhólmur、Gáshólmur

- Drangarnir - LítliDrangur、StóriDrangur